# Tenthredo lacourti
Tenthredo lacourti is een vliesvleugelig insect uit de familie van de bladwespen (Tenthredinidae). De wetenschappelijke naam van de soort is voor het eerst geldig gepubliceerd in 1991 door Taeger.